# Rita Shane
Rita Shane (* 15. August 1936 in New York City, Bundesstaat New York; † 9. Oktober 2014 ebenda) war eine US-amerikanische Opernsängerin in der Stimmlage Sopran.

## Leben
Shane wurde im New Yorker Stadtteil Bronx als Tochter von Julius und Rebecca Shane geboren. Ihr Vater war Bauingenieur, ihre Mutter Notenkopistin. Sie besuchte die Bronx High School of Science. Am Barnard College erwarb sie einen Abschluss in Geisteswissenschaften (Liberal arts). Sie arbeitete zunächst als Sekretärin im National Council’s Fund-Raising Department der Metropolitan Opera.
Ihre Gesangsausbildung erhielt sie durch die Sopranistin Beverley Peck und bei Bliss Herbert in New York City. 1962/1963 absolvierte sie das Apprentice-Program der Santa Fé Opera. Ihr Bühnendebüt erfolgte 1964 als Olympia in Hoffmanns Erzählungen an der Chattanooga Opera in Tennessee. Seit 1965 sang sie regelmäßig an der New York City Opera; ihre Antrittsrolle dort war Donna Elvira in Don Giovanni. 1967 sprang sie an der New York City Opera für Beverly Sills als Königin der Nacht ein. 1979 übernahm sie an der New York City Opera die Titelrolle in der Uraufführung von Dominick Argentos Oper Miss Havisham’s Fire. 1982 sang sie dort die Glauce in Medea von Luigi Cherubini.
1973 wurde Shane an die Metropolitan Opera engagiert. Im September 1973 gab sie dort ihr Debüt als Königin der Nacht in Mozarts Oper Die Zauberflöte. Diese Rolle sang sie im Verlauf ihrer Karriere in über 250 Aufführungen an verschiedenen Opernhäusern. Shane trat an der MET in insg. 71 Aufführungen auf. Zu ihren Rollen an der MET gehörten in den acht folgenden Spielzeiten u. a. Musette in La Bohème (1975), Page Oscar in Un ballo in maschera (1975/1976), Violetta in La traviata (1976), Lucia in Lucia di Lammermoor (1977), Berthe in Le prophète (1977 und 1979; u. a. mit James McCracken, Marilyn Horne und Jerome Hines als Partnern) und Gilda in Rigoletto (1978). In der Spielzeit 1981/82 trat sie im Rahmen einer Gastspielreise der MET durch die Vereinigten Staaten nochmals als Königin der Nacht mit dem Ensemble der Metropolitan Opera auf.
In den Vereinigten Staaten gastierte Shane u. a. am Opernhaus von San Diego (1968; als Königin der Nacht), am Opernhaus von Philadelphia (1973; als Königin der Nacht), am Opernhaus von New Orleans (1973 als Eudoxie in Die Jüdin; 1975 als Marguerite de Valois in Die Hugenotten), am Opernhaus von Miami (1978; als Konstanze in Mozarts Singspiel Die Entführung aus dem Serail), beim Santa Fé Festival (1968 und 1971 als Königin der Nacht) und beim Aspen Music Festival (1979; in Peter Schats Oper Houdini). An der San Francisco Opera interpretierte sie 1981 die Rolle der Regan in der US-amerikanischen Erstaufführung der Oper Lear von Aribert Reimann.
Große Erfolge hatte Shane auch in Europa. 1970 gab sie ihr Italien-Debüt an der Mailänder Scala mit der Rolle der Fiakermilli in Arabella. Sie gastierte an der Bayerischen Staatsoper München (1969 als Konstanze; 1969, 1971 und 1972 als Königin der Nacht), an der Wiener Staatsoper (Spielzeit 1972/1973 als Königin der Nacht), an De Nederlandse Opera (1970; als Lucia di Lammermoor), am Grand Théâtre de Genève (1971; Titelrolle in Lulu), an der Opéra du Rhin in Straßburg (1974 als Rosalinde in Die Fledermaus; 1975 als Königin der Nacht), sowie bei den Salzburger Festspielen (1972; in dem Monodrama Erwartung) und beim Glyndebourne Festival (1980; als Königin der Nacht).
1989 wurde sie als Professorin für Gesang an die Eastman School of Music der University of Rochester berufen. Die Professur nahm sie bis kurz vor ihrem Tode wahr. Shane führte auch ein privates Gesangsstudio in New York City und unterrichtete an der Manhattan School of Music.

## Privates
Shane hatte 1958 geheiratet; die Ehe wurde 2005 geschieden. Aus der Ehe ging ein Sohn hervor.
Shane starb im Alter von 78 Jahren in ihrer Wohnung in New Yorker Stadtteil Manhattan an Bauchspeicheldrüsenkrebs und Leberkrebs.

## Stimme und Repertoire
Shanes Stimme war ein klassischer Koloratursopran. Umfang, Flexibilität und die Größe ihrer dunkelgefärbten Stimme wurden besonders hervorgehoben, ebenso ihre beeindruckende Technik. Kritisiert wurde hingegen, u. a. die Unausgewogenheit ihrer Stimme. Shanes galt auf der Bühne als intensive Darstellerin; die Rolle der Königin der Nacht war ihre besondere Glanzrolle.
Shane sang im Verlauf ihrer Karriere nahezu das gesamte Fach des Koloratursoprans und des lyrisch-dramatischen Koloratursoprans. Ihr Repertoire reichte von der Barockmusik (u. a. Elmira in Reinhard Keisers Croesus) bis zur Moderne (Schönberg, Reimann, Argento). Zu ihren weiteren Bühnenrollen gehörten: Donna Anna in Don Giovanni, die Titelrolle in Maria Stuarda, Adina in L’elisir d’amore, die Titelrolle in Manon, Marie in Die verkaufte Braut, Fata Morgana in Die Liebe zu den drei Orangen und Zerbinetta in Ariadne auf Naxos.

## Tondokumente
Original-Studioaufnahmen und kommerzielle Aufnahmen, die Shanes Stimme auf Schallplatte dokumentieren, liegen nur relativ wenige vor. 1970 spielte sie die Brentano-Lieder von Richard Strauss mit dem Louisville Orchestra ein, Es existieren jedoch zahlreiche Live-Aufnahmen, insbesondere Rundfunkaufnahmen aus der Metropolitan Opera., u. a. ein Le prophète-Mitschnitt von 1979. Weiterhin liegen Privataufnahmen aus der Metropolitan Opera und der Santa Fé Opera vor. Erhalten ist außerdem der Live-Mitschnitt einer konzertanten Aufführung der Oper Die Hugenotten unter der musikalischen Leitung von Ernst Märzendorfer aus dem Jahre 1971 aus Wien, in der Shane neben Nicolai Gedda (als Raoul de Nangis) zu hören ist.